# Glad dikkopmos
Glad dikkopmos (Brachythecium salebrosum) is een soort mos uit het geslacht dikkopmos (Brachythecium).

## Determinatie
De planten zijn geelachtig tot witachtig groen van kleur en vormen glanzende, geweven gazons. De stengels zijn meestal kruipend en liggen dicht bij de grond. Ze zijn relatief dicht bedekt met plukjes rizoïden en onregelmatig vertakt in eenvoudige takken die vaak opvallend rechtop staan. De dichte stengel en takbladeren zijn ovaal-lancetvormig van vorm en lopen geleidelijk taps toe tot een fijne, niet-gedraaide punt. Ze hebben vaak diepe lengteplooien die beginnen aan de basis van het blad. De bladeren zijn ongeveer 2,4–3,0 mm lang. De rand van het blad is vaak fijn getand, vooral in de bovenste helft van het blad bij vertakte bladeren. De laminacellen zijn 70–100 µm lang en 6–10 µm breed. De weinige, onduidelijk gevormde bladvleugelcellen zijn dikwandig. De seta is rood van kleur, glad en tot 2 cm lang. Het cilindrische sporenkapsel is licht tot sterk gebogen en heeft een roodbruine peristoom. Sporenvorming vindt het hele jaar door plaats, maar komt over het algemeen vaker voor in de wintermaanden.

## Ecologie
Glad dikkopmos geeft de voorkeur aan halfbeschaduwde, alkalische en eutrofe, humusrijke, vochtige locaties in bossen, op taluds en braakliggende gronden. Het leeft het liefst op (loof)boomvoeten, verrot hout en bosgronden, maar is ook niet ongewoon op kalksteen of open grond.

## Verspreiding
Het verspreidingsgebied van glad dikkopmos omvat een groot deel van de wereld, behalve in Zuid-Amerika en in tropische gebieden.

## Fotogalerij

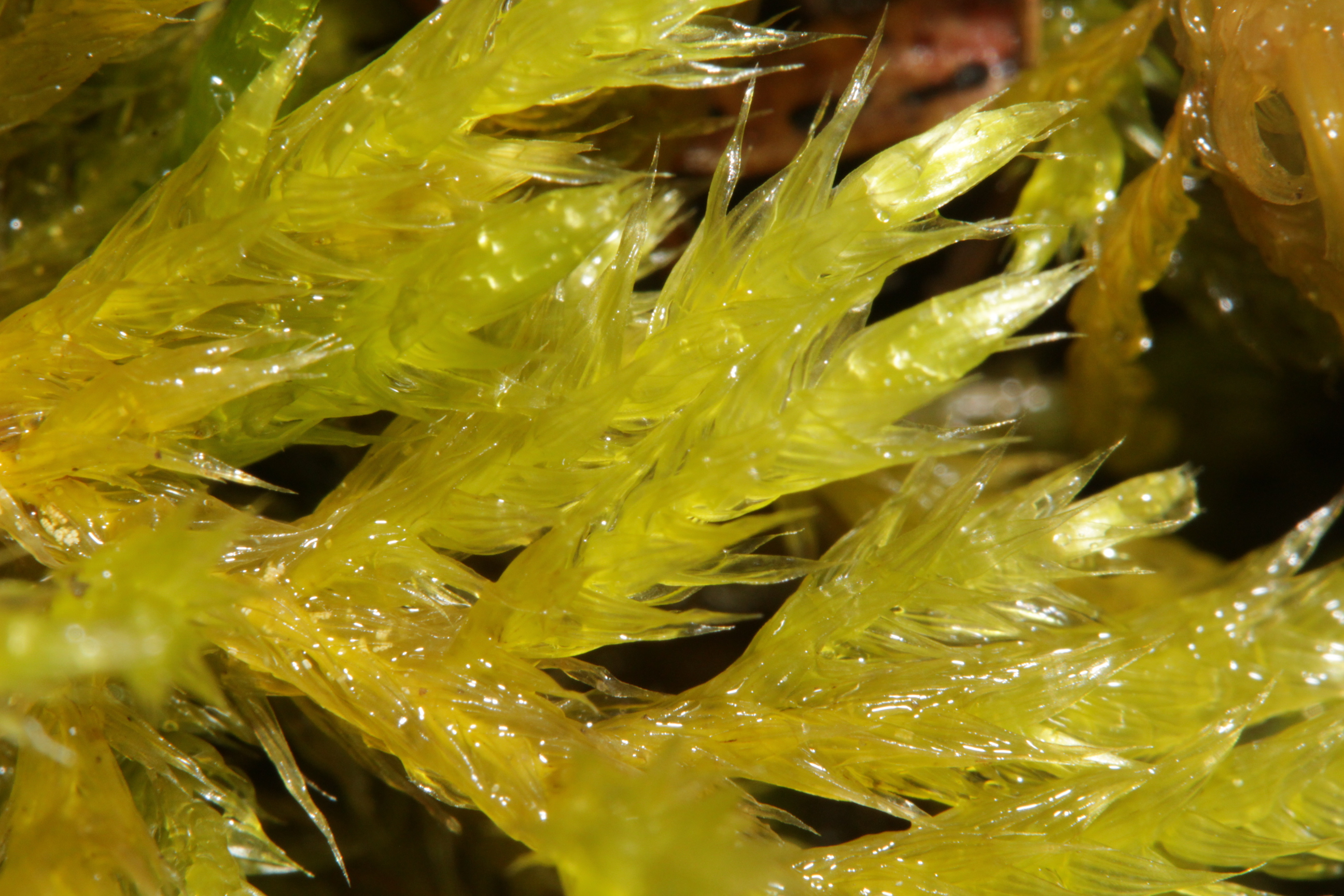
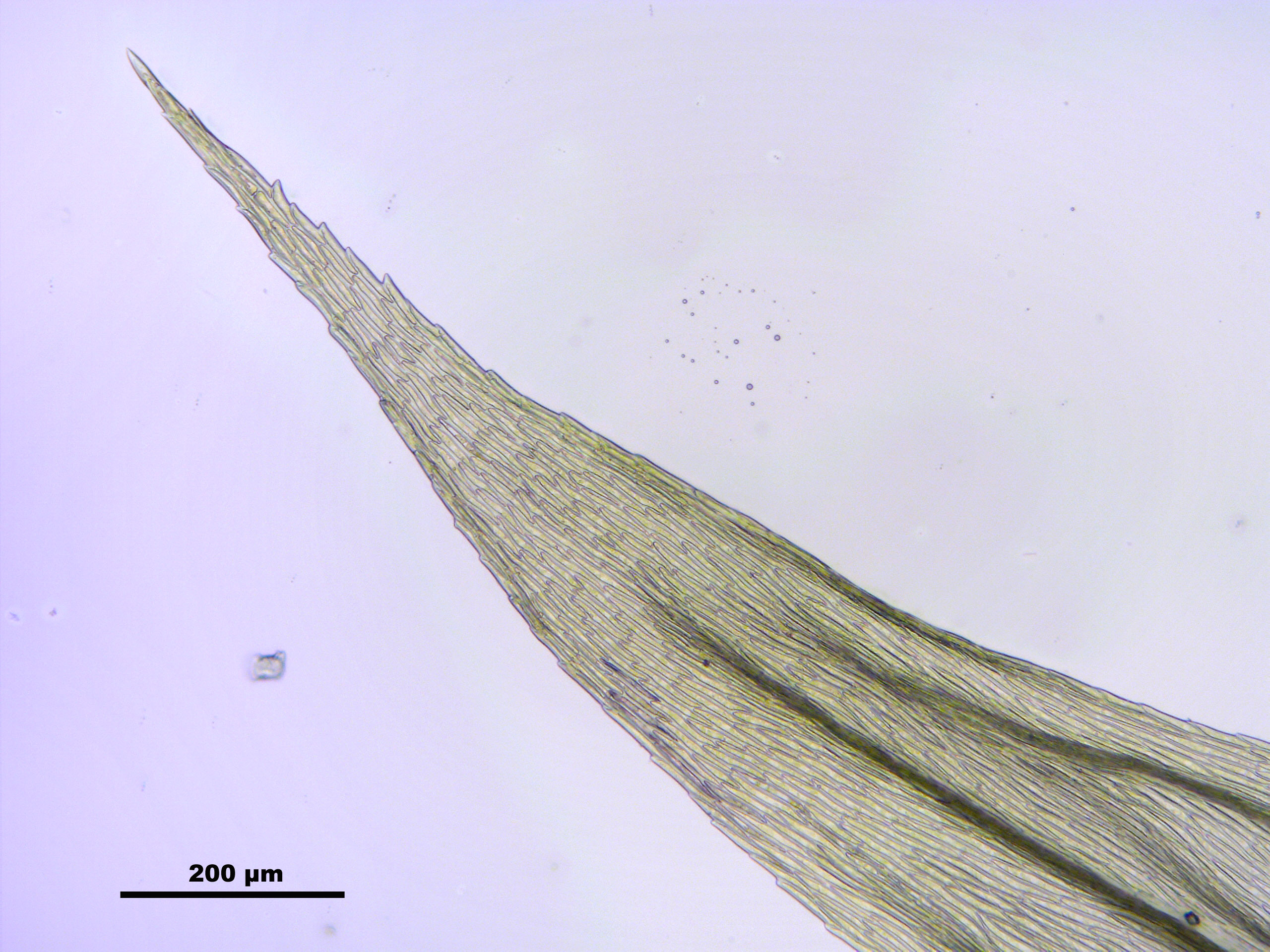
Bladtop
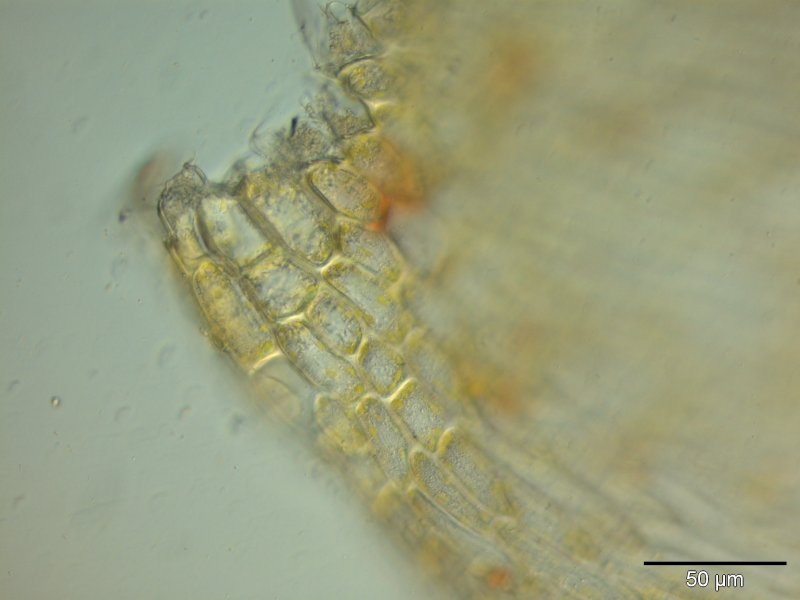
Bladcellen
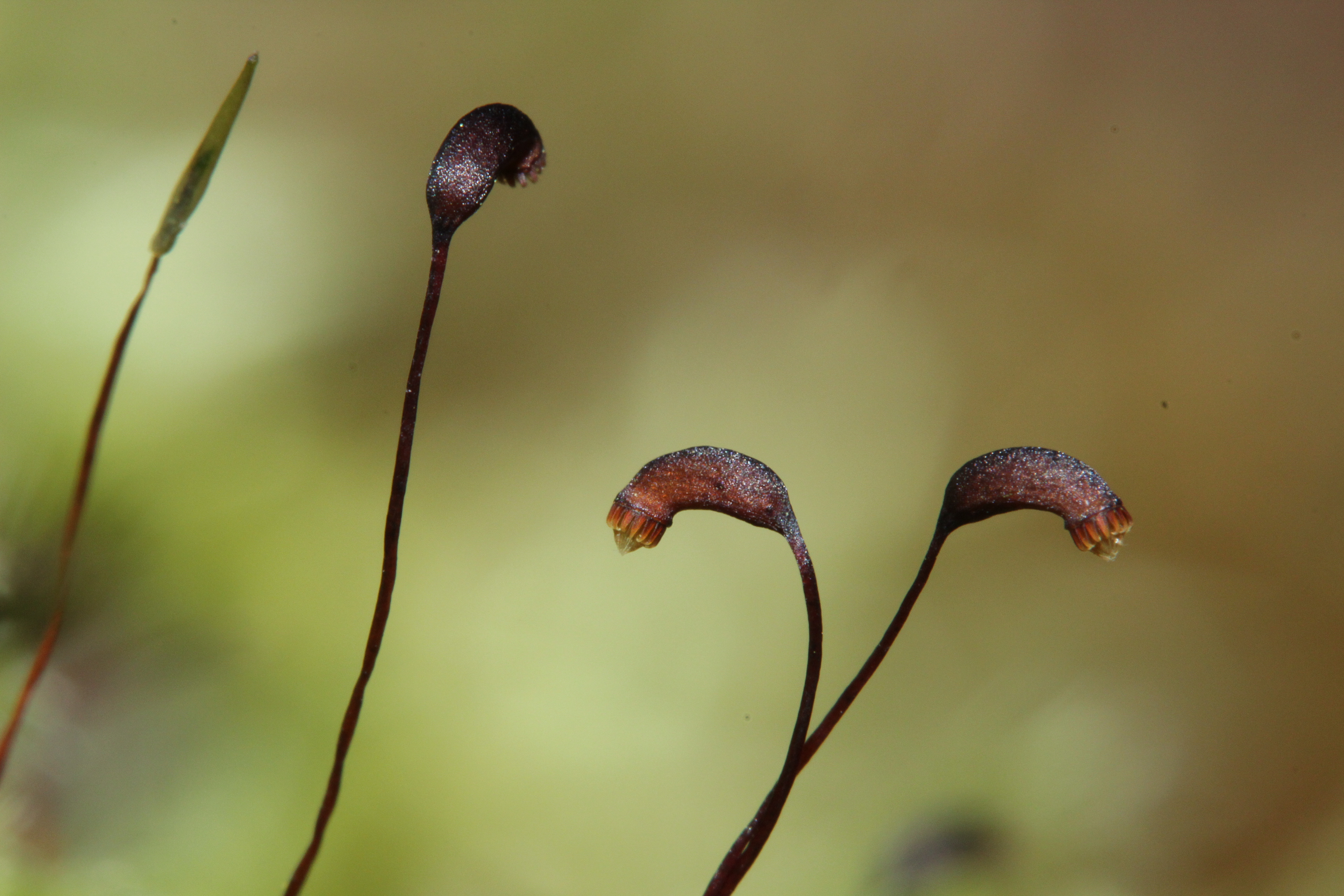
Sporenkapsels
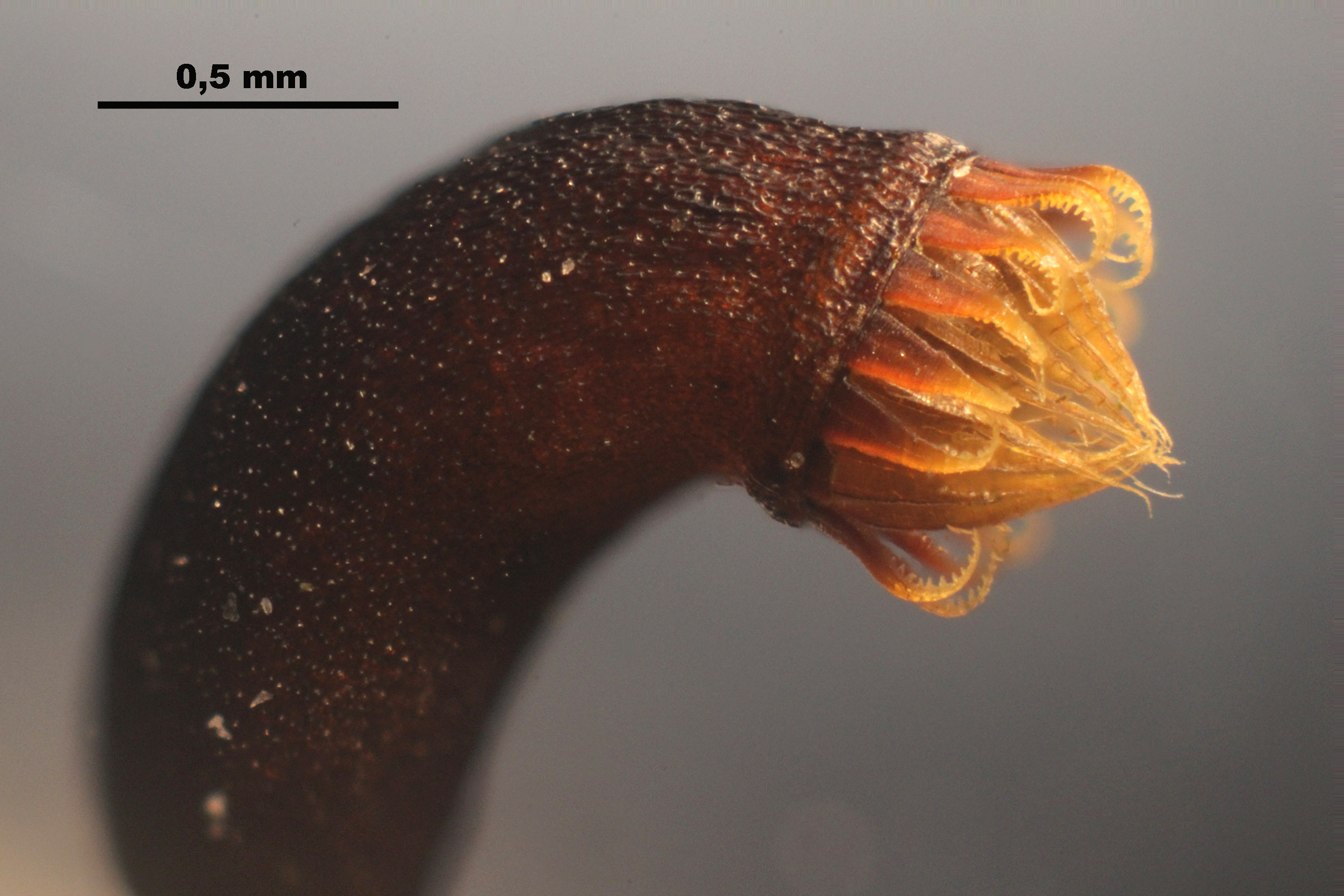
Sporenkapsel
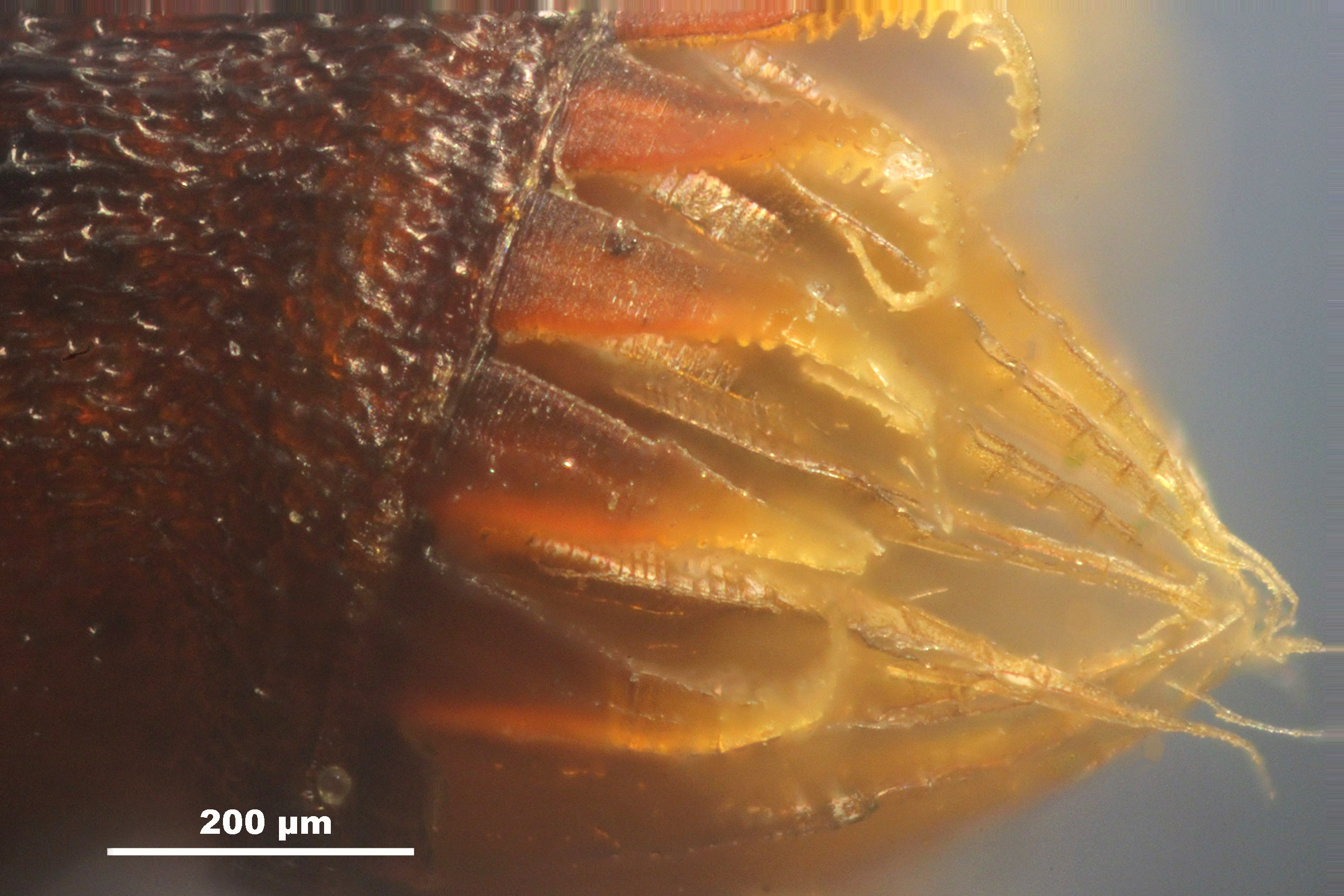
Peristoom